# Félix Santschi
Pour les articles homonymes, voir Santschi.
Félix Santschi, né le 1er décembre 1872 à Bex et mort le 20 novembre 1940 à Lausanne, est un entomologiste suisse, spécialiste des fourmis et notamment de leur orientation dans l'espace.

## Travaux sur l'orientation des fourmis
Santschi est connu pour ses travaux pionniers sur les capacités de navigation des fourmis. Dans une expérience, il a enquêté sur la façon dont les fourmis moissonneuses utilisent le ciel pour naviguer. Il constate que tant que même un petit bout de ciel reste visible, les fourmis peuvent revenir directement à leur nid après avoir trouvé de la nourriture. Toutefois, lorsque le ciel est complètement caché, elles perdent leur sens de l'orientation et commencent à se déplacer au hasard. Une cinquantaine d'années plus tard Karl von Frisch trouve l'explication en apprenant que la lumière du Soleil est polarisée, et en vérifiant que les insectes peuvent le percevoir, en travaillant avec des abeilles.

## Quelques taxons décrits
Félix Santschi a nommé plus de 2 000 taxons, dont :
- Cephalotes cordiventris
- Cephalotes fossithorax
- Cephalotes inca
- Cephalotes lanuginosus
- Cephalotes liogaster
- Cephalotes opacus
- Cephalotes prodigiosus
- Cephalotes texanus